# Lixophaga plumosula
Lixophaga plumosula là một loài ruồi trong họ Tachinidae.